# Seoul SK Knights
I Seoul SK Knights sono una società professionistica di pallacanestro sudcoreana con sede a Seul che partecipa alla Korean Basketball League (KBL), la massima divisione del campionato sudcoreano. Fondati nel 1997 come Cheongju SK Knights, nel 2001 assunsero la denominazione attuale. 

## Palmarès
- Campionati sudcoreani: 3

2000, 2018, 2022